# МБАЛ Русе
Университетска многопрофилна болница за активно лечение „Канев“ АД – Русе е най-старата гражданска болница в България.

## История
Първото сведение за изграждането на болница в Русе е публикувано в бр. 4 от 24 март 1865 г. на вилаетския вестник „Дунав“. Първият лекар, назначен в нея е д-р Анастас Агеласто, грък по народност. Той е полковник в турския гарнизон и лекар-инспектор. Болницата е обща, без специални отделения за различни болести. Аптекар на болницата става Димитър Иванов.
През следващите години леглата на болницата се увеличават на 80, а през януари 1877 г. при подготовката на Турция за война нарастват на 150, като същевременно се урежда и евентуално развръщане на военна болница с 480 легла.
На 20 февруари 1878 г. турците се оттеглят и руските войски установяват временна административна власт начело с губернатор. За лекар на болницата е назначен д-р Паскал Бисеров, дотогава градски лекар.
След създаването на новата българска държава съществуващите болници стават държавни. Русенската болница е обявена за първоразрядна, управлявана от старши лекар. За такъв на 18 май 1879 г. е назначен д-р Стоян Радославов, дотогава русенски губернски врач.
До началото на 20 век са назначени медици, повечето завършили или специализирали в европейски университети и клиники, а болницата заема първостепенно място в изграждащото се българско здравеопазване.
Планът за новата болница е изготвен по френски образец с павилионна система. Новата, модерна сграда е ориентирана с главния си двуетажен корпус към Дунава, а чрез два дълги и широки коридора, централният болничен корпус се свързва с шест едноетажни болнични павилиона, в които са настанени: вътрешно, хирургическо и сифилистично (венерическо) отделение.
На 6 ноември 1900 г. строителството приключва и болницата се пренася от старата в новата сграда.
По време на войните всички лекари са мобилизирани, а болницата е обявена за местна военна.
През 1923 г. болницата има шест отделения, в които работят 11 лекари и среден медицински персонал – трима фелдшери, една акушерка, болногледачи двама и други длъжностни лица. Целият персонал възлиза на 63 души. През годините постепенно леглата стават общо 300. В основните отделения – вътрешно и хирургическо – броят им нараства съответно на 70 и 80. Първият опит за преодоляване на кризата е построяването през 1924 г. на нов павилион, разположен в западната част на болничния двор.
По време на Втората световна война и особено след нея кризата за помещения става все по-остра и за да се задоволят някои неотложни нужди, по инициатива на лекари от отделенията и със съгласието на управлението към съществуващите сгради се правят пристройки. С тези преустройства първоначалният образ на болничните павилиони се изменя. По-крупен строеж е удължаването на амбулаторния павилион с пристройка на север, в която се нанася клиничната лаборатория и клубът на болницата.
През 1948 г. се ликвидират частните клиники в страната, като принадлежащото им имущество се поема от здравните служби по места. В Русе има три частни поликлиники. Сградата на едната клиника, строена специално за тази цел, се заема най-напред от първа, а след това – от втора поликлиника, а сградите на другите две, помещавани в частни къщи, се предават в жилищния фонд на града.
Окръжната болница дава своя принос за създаването на нови лечебно-профилактични заведения – окръжните диспансери. През 1953 г. от състава на болницата се отделя кожно-венерическото отделение, което с цялото си имущество и персонал служи за основаването на Окръжния кожно-венерически диспансер. Поставя се и началото на Окръжния психо-неврологичен диспансер. Гръдното отделение с база, инвентар и персонал през 1960 г. преминава в състава на Окръжния противотуберкулозен диспансер.
През 1957 г. започва строителството на третата по ред болнична сграда, което завършва през 1966 г.
Със заповед на МНЗСГ през 1963 г. се обединяват Градска, Окръжна болница и трите поликлиники, като се създава Единна окръжна болница. Определена е като база за специализация на медицински кадри.
През 1972 г. в състава на първостепенната окръжна болница (ПОБ) влизат стационар с 1078 легла в 21 отделения и 2 сектора, административно-стопански сектор, 4 поликлиники и филиал с 9 поликлинични отделения. В системата на ПОБ работят 1418 здравни служители. Обслужва се населението от града и окръга. Болницата има междуокръжна консултатираща функция към Силистренски и Разградски окръг с общо население 700 000 души.
През 1975-76 г. болницата в Русе изпълнява функциите на окръжна, градска и работническа болница с щат – 1753 души, от които 302 лекари и 751 с полувисше и средно медицинско образование. Болницата обслужва пряко града и региона и е с междуокръжни функции за Силистренски и Разградски окръг. Оказва лечебно-диагностична и консултативна помощ на новородени с хемолитична болест и неврохирургично болни от Търновски и Търговищки окръг.
Оборудването с медицинска апаратура, пособия и инструменти е над средното за страната ниво. На разположение на специалистите са анестезиологични, рентгенови и физиотерапевтични апарати.
След настъпването на демократичните промени болницата започва да изпитва недостиг на финансови средства. Правят се опити да завърши продължаващото 15 години изграждане на Хирургическия блок. Открива се през 1998 г. Разположен е на застроена площ 1500 м2, има 16 етажа – 2 сутерена, 1 приземен етаж, 12 нормални етажа и последен, инсталационен етаж.
С измененията в законодателството Русенската болница следва да се регистрира по Търговския закон. Обединена районна болница се преобразува в Многопрофилна болница за активно лечение – Русе – АД. Предмет на дейност в болницата са: диагностиката, консервативно и хирургично лечение на всички остри и хронични заболявания във вътрешната медицина, хирургията, ортопедията, акушерството и гинекологията, педиатрията, неврологията, офталмологията, оториноларингологията, урологията, както и рехабилитация след прекарани заболявания.
От 2004 г. се въвежда нова методика за финансиране, по която Русенската болница е обявена за междуобластна.
На 13 април 2016 г., с решение на заседание в Министерския съвет, болницата в Русе става университетска.
На 7 декември 2017 г., с решение на общото събрание на акционерите на „УМБАЛ – Русе“, е променено наименованието на лечебното заведение от „Университетска многопрофилна болница за активно лечение – Русе“ АД на „Университетска многопрофилна болница за активно лечение „Канев“ АД. Лечебното заведение е кръстено на Игнат Канев, заради постоянната финансова и морална подкрепа, която той оказва в различни сфери, но най-вече в медицината, образованието и финансирането на Русенската болница.

## Ръководители на Русенската болница
| №   | име                            | дати                        |
| --- | ------------------------------ | --------------------------- |
| 1.  | д-р Анастас Агеласто           | 1865 – 1878                 |
| 2.  | д-р Паскал Бисеров             | 1878 – 1879                 |
| 3.  | д-р Стоян Радославов           | 1879 – 1898                 |
| 4.  | д-р Георги Странски            | 1898 – 1899                 |
| 5.  | д-р Иван Теодоров              | 1899 – 1900                 |
| 6.  | д-р Йордан Георгиев            | 1900 – 1919                 |
| 7.  | д-р Методи Попов               | 1919 – 1928                 |
| 8.  | д-р Димитър Семерджиев         | 1928 – 1931                 |
| 9.  | д-р Владимир Горанов           | 1932 – 1934                 |
| 10. | д-р Харалампи Назъров          | 1934 – 1944                 |
| 11. | д-р Минчо Стоилов              | 1944 – 1948                 |
| 12. | д-р Димитър Хаджиев            | 1948 – 1949                 |
| 13. | д-р Минчо Стоилов              | 1949 – 1952                 |
| 14. | д-р Стефан Баев                | 1952 – 1957                 |
| 15. | д-р Петър Иринчев              | 1957 – 1959                 |
| 16. | д-р Никола Стоянов             | 1959 – 1963                 |
| 17. | д-р Георги Николов             | 1963 – 1972                 |
| 18. | д-р Петър Попов                | 1972 – 1980                 |
| 19. | д-р Евгений Назъров            | 1980 – 1994                 |
| 20. | д-р Росица Вачева              | 1994 – 1998                 |
| 21. | д-р Минчо Вичев                | 1998 – 2012                 |
| 22. | д-р Нели Петрова               | 2012 – 2013                 |
| 23. | д-р Владин Петров              | септември 2013 – 20.03.2015 |
| 24. | д-р Иван Стоянов               | 20.03.2015 – 11.10.2018     |
| 25. | доц. д-р Александър Парашкевов | 11.10.2018 – 22.06.2019     |
| 26. | инж. Иван Иванов               | от 22.06.2019               |